# Liga de Voleibol Femenino de Turquía
La Liga de Voleibol Femenino de Turquia (turco: Türkiye Kadınlar Voleybol 1. Ligi), es la liga de voleibol femenino profesional más alta de Turquía. Está dirigido por la Federación Turca de Voleibol. A menudo se la considera como la mejor liga profesional de voleibol femenino del mundo. Sus clubes han obtenido éxitos significativos en competiciones europeas y otras internacionales.

## Campeones
- 1983–1984 Eczacıbaşı
- 1984–1985 Eczacıbaşı
- 1985–1986 Eczacıbaşı
- 1986–1987 Eczacıbaşı
- 1987–1988 Eczacıbaşı
- 1988–1989 Eczacıbaşı
- 1989–1990 Emlak Bankası
- 1990–1991 Emlak Bankası
- 1991–1992 VakıfBank
- 1992–1993 VakıfBank
- 1993–1994 Eczacıbaşı
- 1994–1995 Eczacıbaşı
- 1995–1996 Emlak Bankası
- 1996–1997 VakıfBank
- 1997–1998 VakıfBank
- 1998–1999 Eczacıbaşı
- 1999–2000 Eczacıbaşı
- 2000–2001 Eczacıbaşı
- 2001–2002 Eczacıbaşı
- 2002–2003 Eczacıbaşı
- 2003–2004 VakıfBank
- 2004–2005 VakıfBank
- 2005–2006 Eczacıbaşı
- 2006–2007 Eczacıbaşı
- 2007–2008 Eczacıbaşı
- 2008–2009 Fenerbahçe
- 2009–2010 Fenerbahçe
- 2010–2011 Fenerbahçe
- 2011–2012 Eczacıbaşı
- 2012–2013 VakıfBank
- 2013–2014 VakıfBank
- 2014–2015 Fenerbahçe
- 2015–2016 VakıfBank
- 2016–2017 Fenerbahçe
- 2017–2018 VakıfBank
- 2018–2019 VakıfBank

### Performance
| Equipo        | Ganadores | Años ganadores                                                                                       |
| ------------- | --------- | --- |
| Eczacıbaşı    | 17        | 1984, 1985, 1986, 1987, 1988, 1989, 1994, 1995, 1999, 2000, 2001, 2002, 2003, 2006, 2007, 2008, 2012 |
| VakıfBank     | 11        | 1992, 1993, 1997, 1998, 2004, 2005, 2013, 2014, 2016, 2018, 2019,2020,2021                           |
| Fenerbahçe    | 5         | 2009, 2010, 2011, 2015, 2017                                                                         |
| Emlak Bankası | 3         | 1990, 1991, 1996                                                                                     |